# Oligodon splendidus
Oligodon splendidus är en ormart som beskrevs av Günther 1875. Oligodon splendidus ingår i släktet Oligodon och familjen snokar. Inga underarter finns listade i Catalogue of Life.
Denna orm förekommer i Myanmar. Arten lever i låglandet och i kulliga områden upp till 200 meter över havet. Habitatet utgörs av lövfällande skogar med dipterokarpväxter samt med buskar, örter och gräs som undervegetation. Honor lägger ägg.
Beståndet hotas lokalt av skogarnas omvandling till jordbruksmark. I utbredningsområdet ingår flera skyddszoner. IUCN kategoriserar arten globalt som livskraftig.